# Hegedűs Csaba (labdarúgó)
Hegedűs Csaba (Pásztó, 1985. október 26. –) magyar labdarúgó, a Vác hátvédje.

## Életpályája
Pályafutását a Soroksárnál kezdte, ahol 2005 és 2008 között játszott. 2008-tól a Vác FC játékosa volt 2012-ig – ezalatt 101 mérkőzésen játszott. Ezt követően a Mezőkövesd Zsórynál szerepelt. 2015-től ismét a Vác FC színeiben lép pályára.